# すあま

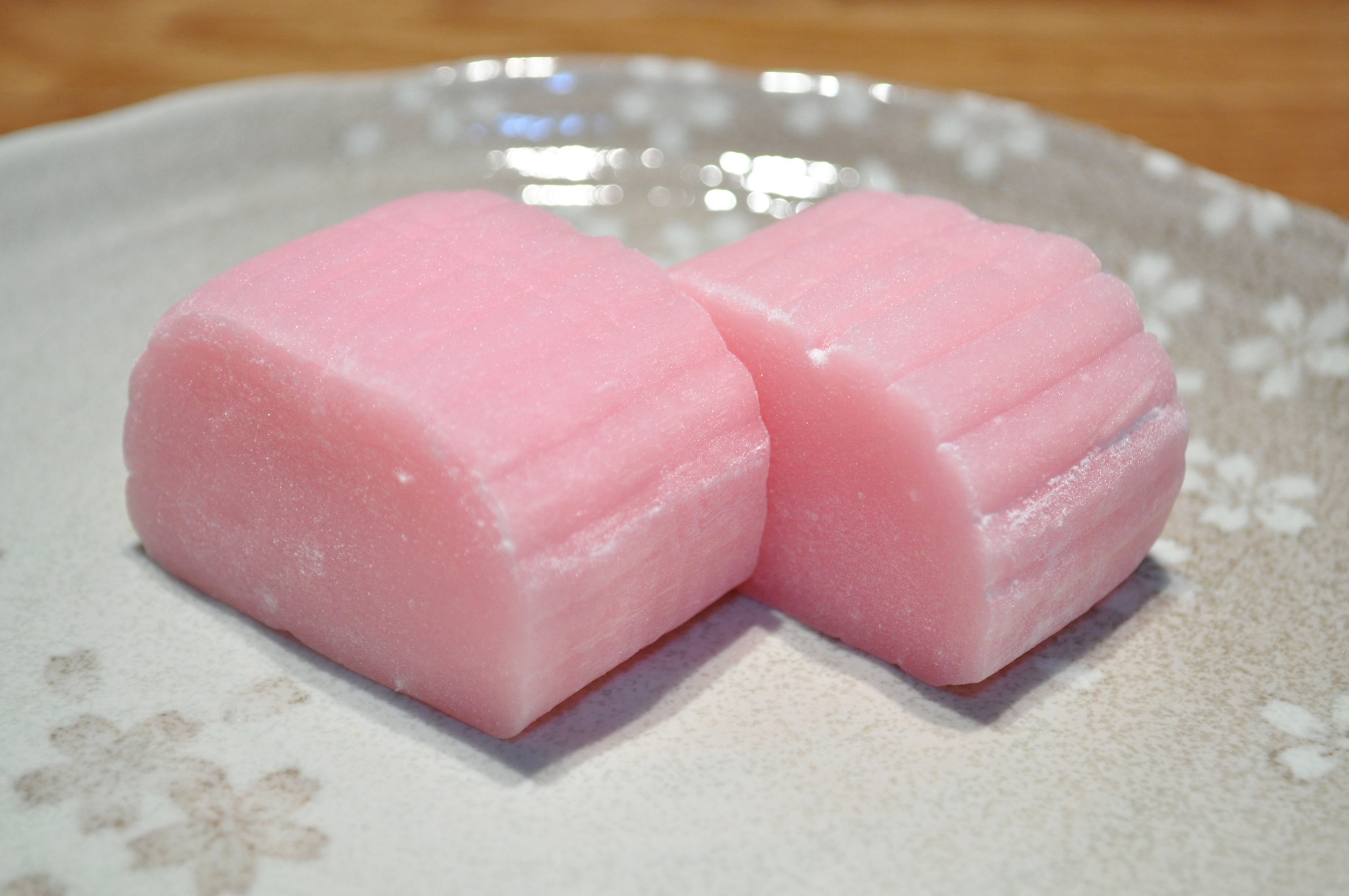
すあま

すあま（寿甘、素甘）は、米粉に砂糖などを加えて蒸した餅菓子の一種。縁起を担いで「寿甘」という字をあてたり、紅白のすあまを詰め合わせて祝い事の席で配る習慣がある地域もある。蒲鉾状に成形したものが多いが、卵型に成形した「つるのこ」（鶴の子）または「つるのこ餅」と呼ばれるものもある。

## 概要

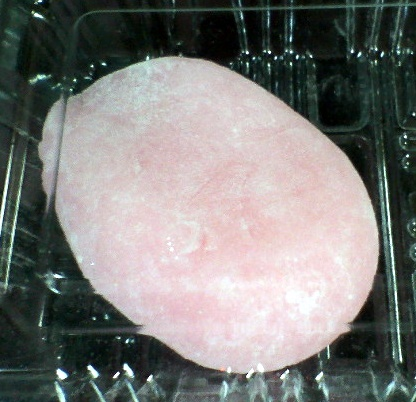
つるのこ餅

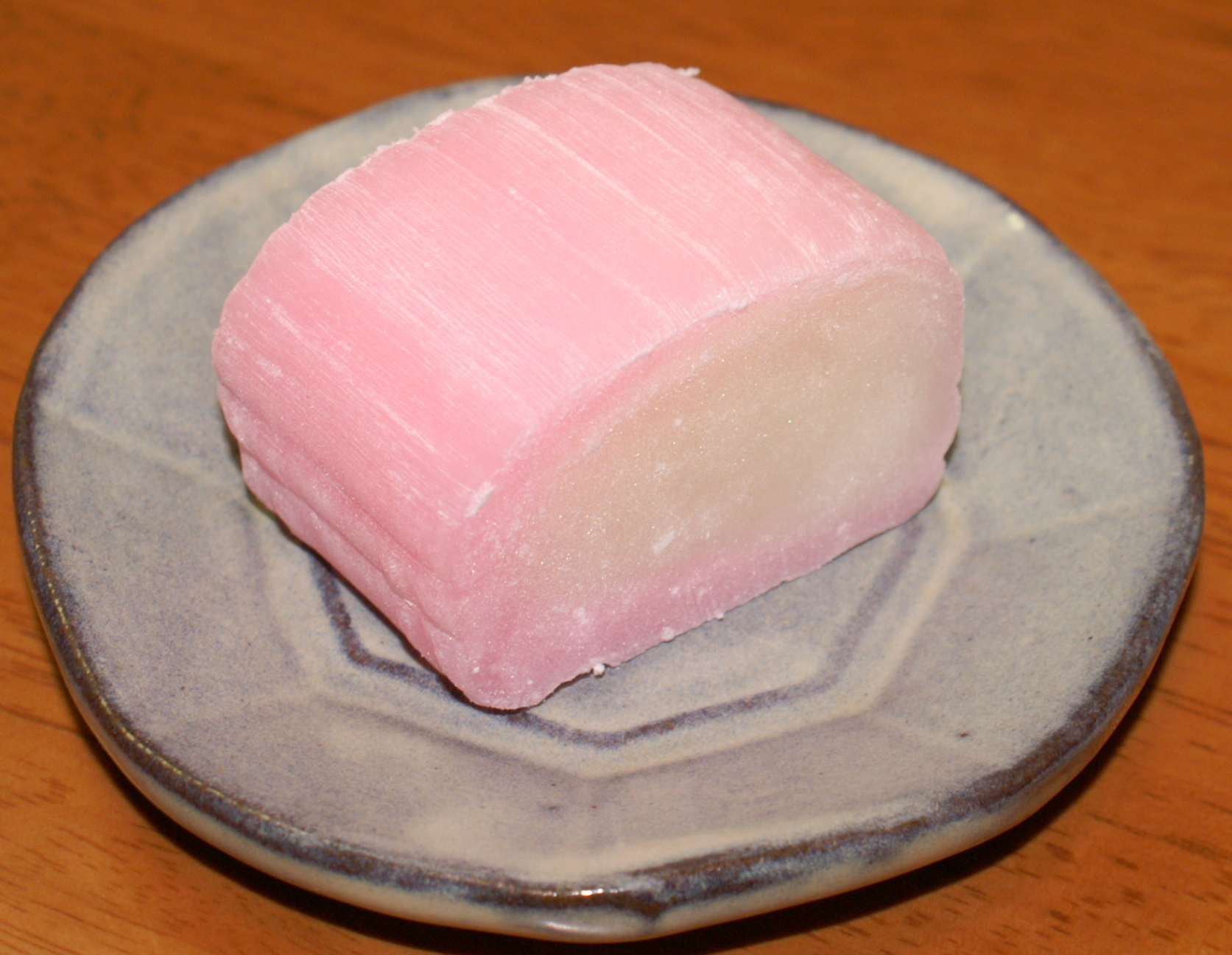
すあま

上新粉を湯でこねて蒸し、砂糖を加えて熱いうちにつきあげて作る。上新粉のモチモチとした弾力のある食感と、餡などを入れない控えめな甘さが特徴。かつては、固くなりにくい餅として重宝されたこともあった。
巻き簾（簀の子）で巻いて成形したものや鳥の子形（卵形）に成形して紅白に色づけしたものなどがある。
素材そのままで未着色のものは白い色をしているが、外側を食紅でピンク色に着色したものも作られ、縁起物として紅白のセットにすることがある。クチナシの実などで黄色に着色したものもある。
卵型のすあまは、ツルの卵に見立てて「つるのこ」「つるのこ餅」と呼ばれる。鶴を表しているので縁起がよいとされ、地域によっては高級な祝儀菓子や贈答品に使う。普段使いのすあまと差別化するため、より柔らかく作られたり、材料に高級な上新粉や上白糖、和三盆を用いたりする。中に甘い餡を入れたものを作る店もある。

## 類似の菓子
「鳥の子餅」も「つるのこ」と同様に縁起を担いだものであるが、餅米で作られる。
「しんこ餅」は上新粉で作った菓子を指す総称で、すあまやつるのこを指すこともある。新潟県南魚沼市浦佐など、しんこ餅の名称の菓子を地元の銘菓として売り出している地域もある。浦佐などの地方銘菓のしんこ餅は、関東地方の餡が入らない蒲鉾型のすあまとは異なり、大福餅のような丸い形をしており、中に小豆餡などを入れて作る。
上新粉で作られた菓子で「しんこ」と呼ぶ同様の商品がある。
「ういろう」はかつて黒砂糖で作られる事が多かったが、現在では上白糖を使うことも多い。その場合、原材料が上新粉と上白糖ですあまと同じになるが、製造方法の違いから食感などが異なる別種の菓子になるため、同一視されることはない。すあまは東日本で、ういろうは西日本で重用される傾向がある（いずれも例外が存在）。
「州浜」（すはま）という名前の似た和菓子があるが、きな粉（大豆の粉）などを原料に作られるもので、すあまとは別の菓子である。
しかしながら、当項の菓子（すあま）が、地域によって「すはま」と称されている例がある（大阪府大阪市など）。語句的転訛か混同かは不明であるが、「洲浜」の名前はもともと切り口が州浜紋に似た形状となる棹菓子が起源であり、すあまも（原料が上新粉と大豆粉という違いはあるが）同じ棹菓子であり、特徴も類似していることから、すあまが州浜に由来している可能性は考えられる。